# Rockstar Lincoln
Rockstar Lincoln (anteriorment Tarantula Studios) és un estudi de creació de videojocs de Rockstar Games dedicat en la qualitat i testeig dels videojocs de la marca. Steve Marsden i David Cooke van fundar l'empresa com a Spidersoft el maig de 1992. Inicialment, van desenvolupar principalment ports de Game Boy i Game Gear de diversos títols, inclosos videojocs de pinball per a l'editor 21st Century Entertainment, que va adquirir Spidersoft el 1995. Després del tancament de 21st Century Entertainment el març de 1998, Take-Two Interactive va adquirir Spidersoft el juny d'aquell any i la va rebatejar Tarantula Studios. L'estudi va continuar treballant en jocs de Game Boy i Game Boy Color, com ara Grand Theft Auto (1999). El 2002, la part de desenvolupament de Tarantula Studios es va tancar i la part de garantia de qualitat es va integrar al segell Rockstar Games de Take-Two com a Rockstar Lincoln.
L'empresa se situa a l'East Midlands d'Anglaterra.

## Història

### Primers anys i jocs de pinball (1992–1998)
Rockstar Lincoln va ser fundada com a Spidersoft per Steve Marsden i David Cooke. Anteriorment havien treballat junts al departament de fabricació de xips d'ordinador de GEC-Marconi des de 1982 fins a 1984, quan es van dedicar al desenvolupament de jocs. Van crear el joc de ZX Spectrum Technician Ted, que va ser publicat per l'empresa Hewson Consultants d'Andrew Hewson el 1984. El duo va portar el joc Speedball 2: Brutal Deluxe a Game Boy mentre treballava amb Mirrorsoft el 1991 i va crear una conversió coin-op de Time Scanner, un videojoc de pinball, per a Activision. Hewson va tancar Hewson Consultants i va cofundar 21st Century Entertainment el 1991. Després d'una reunió entre ell i Marsden, Marsden i Cooke van establir Spidersoft el 5 de maig de 1992. Els fundadors pretenien posar el nom de l'empresa a partir d'un insecte, però van trobar "Bugsoft" inadequat. Com que els aràcnids "els van espantar més", van optar per "Spidersoft". Marsden inicialment tenia la intenció de mantenir peixos tropicals a l'oficina, però va trobar que això hauria requerit netejar regularment els seus tancs de peixos. En canvi, i d'acord amb el seu nom, l'estudi va adoptar taràntules, començant amb una taràntula Goliat i assolint un màxim de quinze exemplars. L'estudi va desenvolupar principalment ports o adaptacions d'altres jocs, inclosos jocs de pinball desenvolupats per Digital Illusions i publicats per 21st Century Entertainment. Aquests inclouen Pinball Dreams, en què Spidersoft va treballar durant sis o set mesos. L'estudi també va desenvolupar una seqüela, Pinball Dreams 2, en cinc mesos. Fora dels projectes de pinball, Hewson va establir l'estudi amb Sony Imagesoft per desenvolupar Cliffhanger, un tie-in per la pel·lícula de 1993 Màxim risc. Poker Face Paul's Blackjack i Solitaire es van completar cadascun en vint-i-cinc dies.
21st Century Entertainment va contractar Spidersoft per portar el reeixit joc Pinball Fantasies a una varietat de plataformes, incloent l'Atari Jaguar i Game Boy. Després dels llançaments de 1995 d'aquests ports, 21st Century Entertainment va intentar assegurar un subministrament constant de jocs de pinball sense haver de dependre de contractistes de tercers, amb l'objectiu de superar el nínxol de mercat del joc de pinball. Per a Hewson, Spidersoft semblava disposat a continuar desenvolupant jocs de pinball, mentre que Digital Illusions buscava abandonar el desenvolupament de jocs del gènere. En conseqüència, 21st Century Entertainment va adquirir una participació de control a Spidersoft. A mesura que l'editor es va centrar cada cop més en els jocs de pinball, Hewson va perdre la seva passió pel negoci, que va sentir que es va convertir en "fórmula". L'any 1997 se li va oferir unir-se a una start-up fundada per antics contactes seus, així que va acordar amb els seus co-inversors separar-se i liquidar l'empresa. 21st Century Entertainment va desaparèixer el març de 1998.

### Adquisició i jocs portàtils (1998–2000)
L'1 de juny de 1998, Take-Two Interactive va anunciar la seva adquisició Spidersoft, rebatejant-la Tarantula Studios. Com a part de l'acord, l'estudi es va centrar en el desenvolupament de jocs per a Game Boy i Game Boy Color, començant amb Montezuma's Return!, In-Fisherman Bass Hunter, i un projecte no anunciat per a la plataforma anterior, així com Three Lions i Space Station Silicon Valley per a la segona. Marsden va romandre amb Tarantula Studios com a director de l'estudi. L'octubre de 1999, l'estudi va donar feina a vint-i-quatre persones de desenvolupament i estava en procés de contractar quinze persones més per a la assegurament de la qualitat. També tenia cinc taràntules en aquest moment, residint a l'oficina de Marsden. Tarantula Studios va desenvolupar diversos jocs simultàniament, cadascun amb un equip de dos programadors i dos artistes. Els jocs posteriors de Tarantula Studios inclouen Rats! (1998) i Jim Henson's Muppets (1999), així com Evel Knievel (1999), Grand Theft Auto (1999), Grand Theft Auto 2 (2000), Austin Powers: Welcome to My Underground Lair! (2000) i Austin Powers: Oh, Behave! (2000) publicat per Rockstar Games de Take-Two. Evel Knievel es va convertir en el joc de Game Boy Color amb la puntuació més baixa a IGN amb 2.0/10, i els escriptors del lloc el van descriure com "despietadament difícil i impossible de jugar".

### Transició a garantia de qualitat (2001-present)
El 2001, els departaments de desenvolupament i garantia de qualitat de Tarantula Studios s'havien separat, dels quals el primer es va tancar el 2002. La resta es va integrar a Rockstar Games com a Rockstar Lincoln el mateix any. Com a part de Rockstar Games, l'estudi proporciona garantia de qualitat i localitzacions—incloent-hi francès, alemany, italià, japonès, rus i castellà—per a projectes interns, com ara Manhunt, Max Payne 2 i la sèrie Grand Theft Auto. El gener de 2011, Mark Lloyd, el cap d'estudi de Rockstar Lincoln des de 1999, va anunciar la seva dimissió. La seva marxa va coincidir amb la de Mark Washbrook, el fundador i cap d'estudi de Rockstar London. Rockstar Games va declarar que cap sortida afectaria els projectes actius dels estudis. Tim Bates va succeir a Lloyd com a director general. Lloyd va fundar un servei de consultoria de videojocs, Titanium Consultancy, que més tard va liquidar voluntàriament. Al costat de Washbrook, es va incorporar a l'estudi Activision Leeds, centrat en mòbils d'Activision, el maig de 2012. Rockstar Lincoln va guanyar el premi "Active Workplace" als Lincolnshire Sports Awards el 2015 i el 2016, i va ser nominat de nou el 2017. L'estudi va oferir als seus empleats membres subvencions al gimnàs i un equip "Esports i socials" va organitzar activitats esportives i activitats de lleure.
Abans del llançament de Red Dead Redemption 2 a l'octubre de 2018, es va informar que el personal de Rockstar Lincoln havia patit, de tots els altres estudis de Rockstar Games, la pitjor crisi de crunch. Els empleats antics i actius van informar que els provadors cobraven salaris baixos, havien de treballar moltes hores i estaven sotmesos a estrictes normes de seguretat. Un empleat va declarar que les hores extraordinàries obligatòries per treballar a Red Dead Redemption 2 van començar l'agost de 2017, abans que Rockstar Games entrés al "mode de crisi oficial" aquell octubre. Es va demanar als provadors de Rockstar Lincoln que treballessin les nits i els caps de setmana. Inicialment treballarien tres nits per setmana, i després cinc. D'aquells que feien hores extraordinàries, els localitzadors i els provadors principals rebien salaris anuals i, per tant, no se'ls compensava per les hores addicionals de treball. En canvi, els provadors habituals cobraven per hores i, depenent de quant de temps treballaven, guanyaven més que els seus clients potencials. En resposta als informes d'hores extres, la direcció de l'estudi va anunciar en una reunió celebrada el 19 d'octubre de 2018 que les hores extraordinàries a l'estudi serien opcionals immediatament. Tots els provadors de l'estudi s'havien de convertir en empleats de a temps complet abans de l'1 d'agost de 2019. Es van reduir les mesures de seguretat per permetre que els telèfons mòbils entressin al lloc de treball i un horari flexible es va introduir al sistema.

## Jocs desenvolupats

### Com a Spidersoft
| Any  | Títol                                      | Plataforma(es)                                                           | Editor(s)                                          | Notes                   |
| ---- | ------------------------------------------ | ------------------------------------------------------------------------ | -------------------------------------------------- | ----------------------- |
| 1992 | Hook                                       | Game Gear                                                                | Sony Imagesoft                                     | Desenvolupament de port |
| 1993 | Poker Face Paul's Blackjack                | Game Gear                                                                | Adrenalin Entertainment                            |                         |
| 1993 | Pinball Dreams                             | Game Boy, Game Gear, MS-DOS, Super Nintendo Entertainment System         | 21st Century Entertainment, GameTek                | Desenvolupament de port |
| 1993 | Chuck Rock                                 | Game Boy                                                                 | Sony Electronic Publishing                         | Desenvolupament de port |
| 1993 | Cliffhanger                                | Amiga, Game Boy, Game Gear, Nintendo Entertainment System                | Sony Imagesoft, Psygnosis                          |                         |
| 1994 | Lemmings 2: The Tribes                     | Game Boy                                                                 | Psygnosis                                          | Desenvolupament de port |
| 1994 | Andre Agassi Tennis                        | Game Gear                                                                | Lance Investments                                  | Desenvolupament de port |
| 1994 | Pinball Arcade                             | MS-DOS                                                                   | 21st Century Entertainment                         |                         |
| 1994 | Poker Face Paul's Solitaire                | Game Gear                                                                | Sega                                               |                         |
| 1994 | Pinball Dreams 2                           | MS-DOS                                                                   | 21st Century Entertainment                         |                         |
| 1994 | Math Blaster Episode I: In Search of Spot  | Sega Genesis, Super Nintendo Entertainment System                        | Davidson & Associates                              | Desenvolupament de port |
| 1995 | Pinball Fantasies                          | Atari Jaguar, Game Boy, PlayStation, Super Nintendo Entertainment System | 21st Century Entertainment, GameTek                | Desenvolupament de port |
| 1995 | Pinball World                              | MS-DOS                                                                   | 21st Century Entertainment, Rebellion Developments |                         |
| 1995 | Thomas the Tank Engine and Friends Pinball | Amiga, Amiga CD32, MS-DOS                                                | Alternative Software                               |                         |
| 1995 | Pinball Mania                              | Amiga, Game Boy, MS-DOS                                                  | 21st Century Entertainment, GameTek                |                         |
| 1996 | Pinball Builder                            | Windows                                                                  | 21st Century Entertainment                         |                         |
| 1996 | Total Pinball 3D                           | MS-DOS                                                                   | 21st Century Entertainment                         |                         |

### Com a Tarantula Studios
| Any  | Títol                                          | Plataforma(es)           | Editor(s)            | Notes                   |
| ---- | ---------------------------------------------- | ------------------------ | -------------------- | ----------------------- |
| 1998 | Las Vegas Cool Hand                            | Game Boy, Game Boy Color | Take-Two Interactive |                         |
| 1998 | Montezuma's Return!                            | Game Boy, Game Boy Color | Take-Two Interactive |                         |
| 1998 | Rats!                                          | Game Boy, Game Boy Color | Take-Two Interactive |                         |
| 1999 | Hollywood Pinball                              | Game Boy Color           | Take-Two Interactive |                         |
| 1999 | Space Station Silicon Valley                   | Game Boy Color           | Take-Two Interactive |                         |
| 1999 | Three Lions                                    | Game Boy Color           | Take-Two Interactive |                         |
| 1999 | Jim Henson's Muppets                           | Game Boy Color           | Take-Two Interactive |                         |
| 1999 | Evel Knievel                                   | Game Boy Color           | Rockstar Games       |                         |
| 1999 | Grand Theft Auto                               | Game Boy Color           | Rockstar Games       |                         |
| 2000 | Austin Powers: Oh, Behave!                     | Game Boy Color           | Rockstar Games       |                         |
| 2000 | Austin Powers: Welcome to My Underground Lair! | Game Boy Color           | Rockstar Games       |                         |
| 2000 | Grand Theft Auto 2                             | Game Boy Color           | Rockstar Games       |                         |
| 2000 | Formula One 2000                               | Game Boy Color           | Take-Two Interactive |                         |
| 2001 | Kiss Pinball                                   | PlayStation              | Take-Two Interactive | Desenvolupament de port |
| 2001 | Hidden & Dangerous                             | PlayStation              | Take-Two Interactive | Desenvolupament de port |

### Cancel·lats
- In-Fisherman Bass Hunter